# 45e Grammy Awards

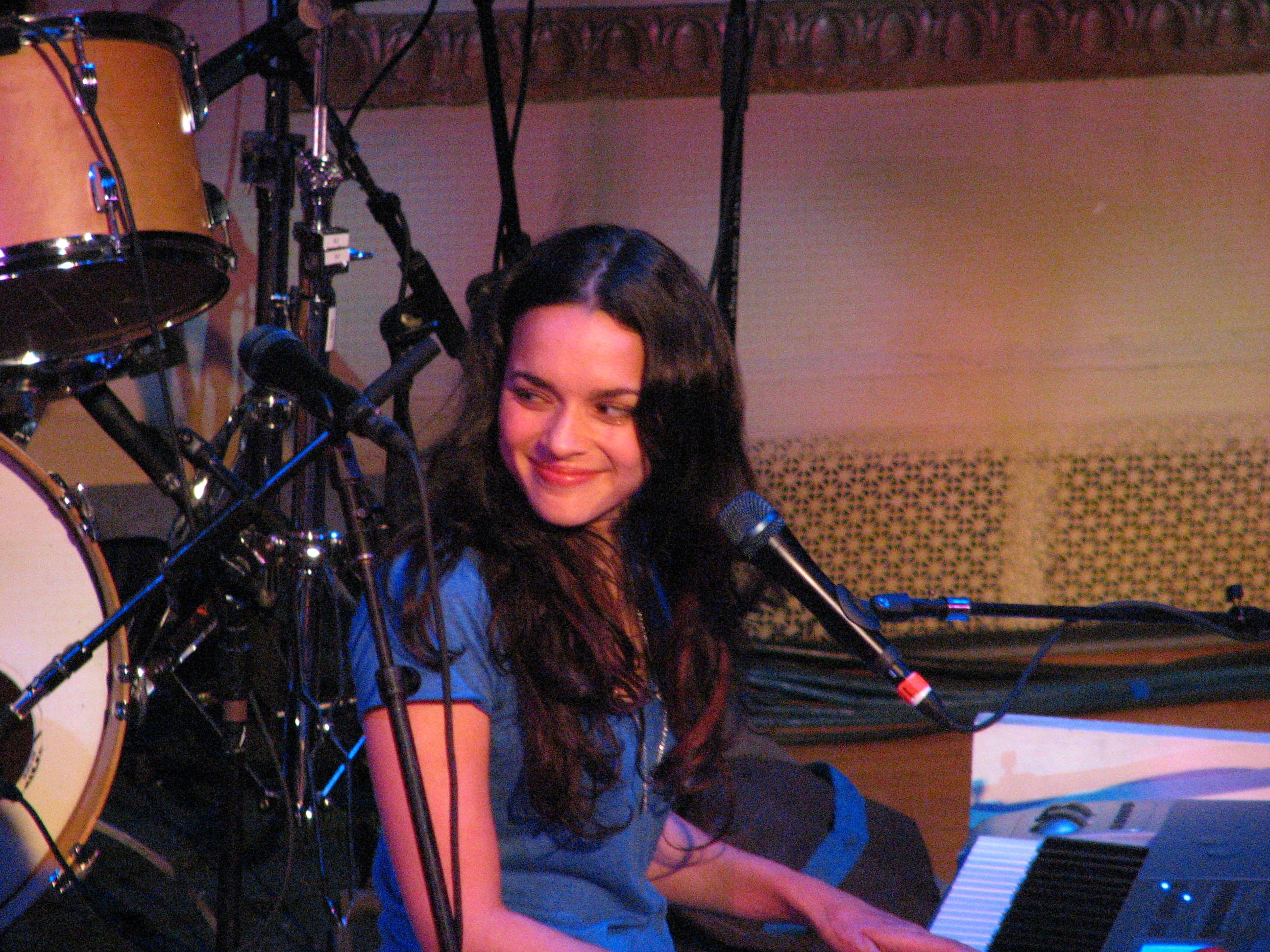
Norah Jones was de grote slokop met vijf Grammys, inclusief de awards in de vier hoofcategorieën.

De 45e uitreiking van de jaarlijkse Grammy Awards vond plaats op 23 februari 2003 in Madison Square Garden in New York. Het was voor het eerst sinds 1998 dat de uitreiking in New York plaatsvond, en niet in Los Angeles. Bovendien was het voor het eerst sinds 1970 dat er geen vaste presentator van de show was.
Wat nog wél gewoon was gebleven, was het grote aanbod van winnaars van de Grammy. De meest succesvolle winnaar van de avond was Norah Jones die met haar debuutalbum Come Away with Me vijf Grammy's won, inclusief voor Album of the Year en Record of the Year. Verder won ze de prijs voor Best New Artist, voor beste vrouwelijke pop-album en beste pop-uitvoering voor een zangeres. Haar doorbraakhit Don't Know Why werd ook nog onderscheiden voor Song of the Year, waarvan de prijs ging naar de componist ervan, Jessie Harris. Het was voor het eerst sinds 2002 (en pas voor de derde keer in de Grammy-geschiedenis) dat een vrouw vijf Grammy's won op één avond.

## Winnaars

### Algemeen
- Album of the Year
  - "Come Away with Me" - Norah Jones
  - Jay Newland & S. Husky Höskulds (technici/mixers); Ted Jensen (mastering engineer); Arif Mardin, Jay Newland & Norah Jones (producers)
- Record of the Year
  - "Come Away with Me" - Norah Jones
  - Jay Newland (technicus/mixer); Arif Mardin, Jay Newland & Norah Jones (producers)
- Song of the Year
  - Jessie Harris (componist) voor Don't Know Why, uitvoerende: Norah Jones
- Best New Artist
  - Norah Jones

### Pop
- Best Pop Vocal Performance (zangeres)
  - "Don't Know Why" - Norah Jones
- Best Pop Vocal Performance (zanger)
  - "Your Body Is A Wonderland" - John Mayer
- Best Pop Vocal Performance (duo/groep)
  - "Hey Baby" - No Doubt
- Best Pop Collaboration with Vocals (beste eenmalige samenwerking)
  - "The Game of Love" - Santana & Michelle Branch
- Best Pop Instrumental Performance
  - "Auld Lang Syne" - B.B. King
- Best Pop Instrumental Album
  - "Just Chillin'" - Norman Brown
  - Paul Brown (technicus/mixer/producer)
- Best Pop Vocal Album
  - "Come Away with Me" - Norah Jones
  - Jay Newland & S. Husky Höskulds (technici/mixers); Ted Jensen (mastering engineer); Arif Mardin, Jay Newland & Norah Jones (producers)

### Dance
- Best Dance Recording
  - "Days Go By" - Dirty Vegas

### Country
- Best Country Vocal Performance (zangeres)
  - "Cry" - Faith Hill
- Best Country Vocal Performance (zanger)
  - "Give My Love to Rose" - Johnny Cash
- Best Country Vocal Performance (duo/groep)
  - "Long Time Gone" - Dixie Chicks
- Best Country Collaboration with Vocals (beste eenmalige samenwerking)
  - "Mendocino County Line" - Willie Nelson & Lee Ann Womack
- Best Country Instrumental Performance
  - "Lil' Jack Slade" - Dixie Chicks
- Best Country Song
  - Alan Jackson (componist) voor Where Were You (When The World Stopped Turning), uitvoerende: Alan Jackson
- Best Country Album
  - "Home" - Dixie Chicks
  - Gary Paczosa (technicus/mixer); Lloyd Maines (producer)
- Best Bluegrass Album
  - "Lost in the Lonesome Pines" - Jim Lauderdale, Ralph Stanley & The Clinch Mountain Boys
  - David Castle (technicus/mixer)

### R&B
- Best R&B Vocal Performance (zangeres)
  - "He Think I Don't Know" - Mary J. Blige
- Best R&B Vocal Performance (zanger)
  - "U Don't Have to Call" - Usher
- Best R&B Vocal Performance (duo/groep)
  - "Love's in Need of Love Today" - Stevie Wonder & Take 6
- Best Traditional R&B Vocal Performance
  - "What's Going On" - Chaka Khan & The Funk Brothers
- Best Urban/Alternative Performance
  - "Little Things" - India.Arie
- Best R&B Song
  - Erykah Badu, Glenn Standridge, James Poyser, Madukwu Chinwah, Raphael Saadiq, Rashid Lonnie Lynn & Robert Ozuna (componisten) voor Love of My Life (Ode to Hip Hop), uitvoerenden: Erykah Badu & Common
- Best R&B Album
  - "Voyage to India" - India.Arie
  - Alvin Speights (technicus/mixer); Shannon Sanders (producer)
- Best Contemporary R&B Album
  - "Ashanti"- Ashanti
  - Marcus Vest, Brian Springer & Milwaukee Buck (technici/mixers); Marcus Vest & Irv Gotti (producers)

### Rap
- Best Rap Solo Performance (vrouw)
  - "Scream a.k.a. Itchin'" - Missy Elliott
- Best Rap Solo Performance (man)
  - "Hot in Herre" - Nelly
- Best Rap Performance (duo/groep)
  - "The Whole World" - OutKast ft. Killer Mike
- Best Rap/Sung Collaboration
  - "Dilemma" - Nelly ft. Kelly Rowland
- Best Rap Album
  - "The Eminem Show" - Eminem
  - Steve King (technicus/mixer)

### Rock
- Best Rock Vocal Performance (zangeres)
  - "Steve McQueen" - Sheryl Crow
- Best Rock Vocal Performance (zanger)
  - "The Rising" - Bruce Springsteen
- Best Rock Vocal Performance (duo/groep)
  - "In My Place" - Coldplay
- Best Hard Rock Performance
  - "All My Life" - Foo Fighters
- Best Metal Performance
  - "Here To Stay" - Korn
- Best Rock Instrumental Performance
  - "Approaching Pavonis Mons By Balloon (Utopia Planitia)" - The Flaming Lips
- Best Rock Song
  - Bruce Springsteen (componist) voor The Rising, uitvoerende: Bruce Springsteen
- Best Rock Album
  - "The Rising" - Bruce Springsteen
  - Brendan O'Brien & Nick Didia (technici/mixers); Brendan O'Brien (producer)

### Traditional Pop
- Best Traditional Pop Vocal Album
  - "Playin' With My Friends - Bennett Sings the Blues" - Tony Bennett
  - Joel Moss & Tom Young (technici/mixers); Phil Ramone (producer)

### Alternative
- Best Alternative Music Album
  - "A Rush of Blood to the Head" - Coldplay
  - Ken Nelson & Mark Phythian (technici/mixers); Ken Nelson (Producer)

### Blues
- Best Traditional Blues Album
  - "A Christmas Celebration of Hope" - B.B. King
  - Anthony Daigle & John Holbrock (technici/mixers)
- Best Contemporary Blues Album
  - "Don't Give Up On Me" - Solomon Burke
  - S. Husky Höskulds (technicus/mixer); Joe Henry (producer)

### Folk
- Best Traditional Folk Album
  - "Legacy" - Doc Watson & David Holt
  - Steven Heller (mixer/technicus/producer)
- Best Contemporary Folk Album
  - "This Side" - Nickel Creek
  - Gary Paczosa (technicus/mixer); Alison Krauss (producer)
- Best Native American Music Album
  - "Beneath The Raven Moon" - Mary Youngblood
  - Thomas A. Wasinger (producer)

### Polka
- Best Polka Album
  - "Top of the World" - Jimmy Sturr
  - Jeremy Welch, Joe Donofrio, Kenneth R. Irwin & Tom Pick (technici/mixers); Kenneth R. Irwin & Tom Pick (producers)

### Latin
- Best Latin Pop Album
  - "Caraluna" - Bacilos
  - Bob St. John, Eric Schilling, Gonzalo Vasquez, Gustavo Afont, Iker Gastraminsa, Jaime Lagueruela & Jon Fausty (technici/mixers); Gonzalo Vasquez & Luis Ochoa (producers)
- Best Latin Rock/Alternative Album
  - "Revolución de Amor" - Maná
  - Benny Faccone (technicus/mixer)
- Best Traditional Tropical Latin Album
  - "El Arte del Sabor" - Bebo Valdés Trio & Israel Lopéz "Cachao" & Carlos "Patato" Valdés
  - Catherine Miller (technicus/mixer); Nat Chediak (producer)
- Best Salsa Album
  - "La Negra Tiene Tumbao" - Celia Cruz
  - Jon Fausty & Maria DeJesus (technici/mixers); Sergio George (producer)
- Best Merengue Album
  - "Latino" - Grupo Mania
  - Manuel Antonio Tejada Tabar, Raphael Peña & Rolando Alejandro (technici/mixers); Jose Lugo (producer)
- Best Mexican/Mexican-American Album
  - "Lo Dijo El Corazón" - Joan Sebastian
  - Benny Faccone, Franco Giordani & John Karpowich (technici/mixers)
- Best Tejano Album
  - "Acuérdate" - Emilio Navaira
  - Gustavo Alphonso Miranda (technicus/mixer); Manuel Herrera Maldonado (producer)

### Reggae
- Best Reggae Album
  - "Jamaican ET" - Lee "Scratch" Perry
  - Roger Lomas (technicus/mixer/producer)

### Gospel
- Best Rock Gospel Album
  - "Come Together" - Third Day
  - James J. Dineen III (technicus/mixer); Monroe Jones (producer)
- Best Pop/Contemporary Gospel Album
  - "The Eleventh Hour" - Jars of Clay
  - Jack Joseph Puig & Vance Powell (technici/mixers)
- Best Southern, Country or Bluegrass Gospel Album
  - "We Called Him Mr. Gospel Music - The James Blackwood Tribute Album" - The Jordanaires, Larry Ford & the Light Crust Doughboys
  - Adrian Payne, Chuck Ebert, Philip W. York, Robb Tripp & Tim Cooper (technici/mixers)
- Best Traditional Soul Gospel Album
  - "Higher Ground" - The Blind Boys of Alabama
  - Jimmy Hoyson (technicus/mixer); John Chelow (producer)
- Best Contemporary Soul Gospel Album
  - "Sidebars" - Eartha
  - Chris Puram, Glaurys Ariass & Helsa Ariass (technici/mixers); Glaurys Ariass & Helsa Ariass (producers)
- Best Gospel Choir or Chorus Album
  - "Be Glad" - The Brooklyn Tabernacle Choir
  - Carol Cymbala (dirigent); B.J. Gross (technicus/mixer)

### Jazz
- Best Contemporary Jazz Album
  - "Speaking of Now" - Pat Metheny Group
  - Rob Eaton (technicus/mixer)

### Video
- Best Short Form Music Video (korte video, b.v. videoclip)
  - "Without Me" - Eminem (artiest), Joseph Kahn (regisseur), Greg Tharp (producer)
- Best Long Form Music Video (lange video, b.v. documentaire, concertverslag, film, etc.)
  - "Westway To The World" - The Clash (artiest), Don Letts (regisseur)